# Gustav Cassel
Karl Gustav Cassel (20 ottobre 1866 – 14 gennaio 1945) è stato un economista svedese.
È considerato uno dei fondatori della scuola economica svedese; fu professore all'università di Stoccolma. È noto grazie all'articolo di John Maynard Keynes Tract on Monetary Reform (1923), a proposito della parità di potere d'acquisto.

## Opere

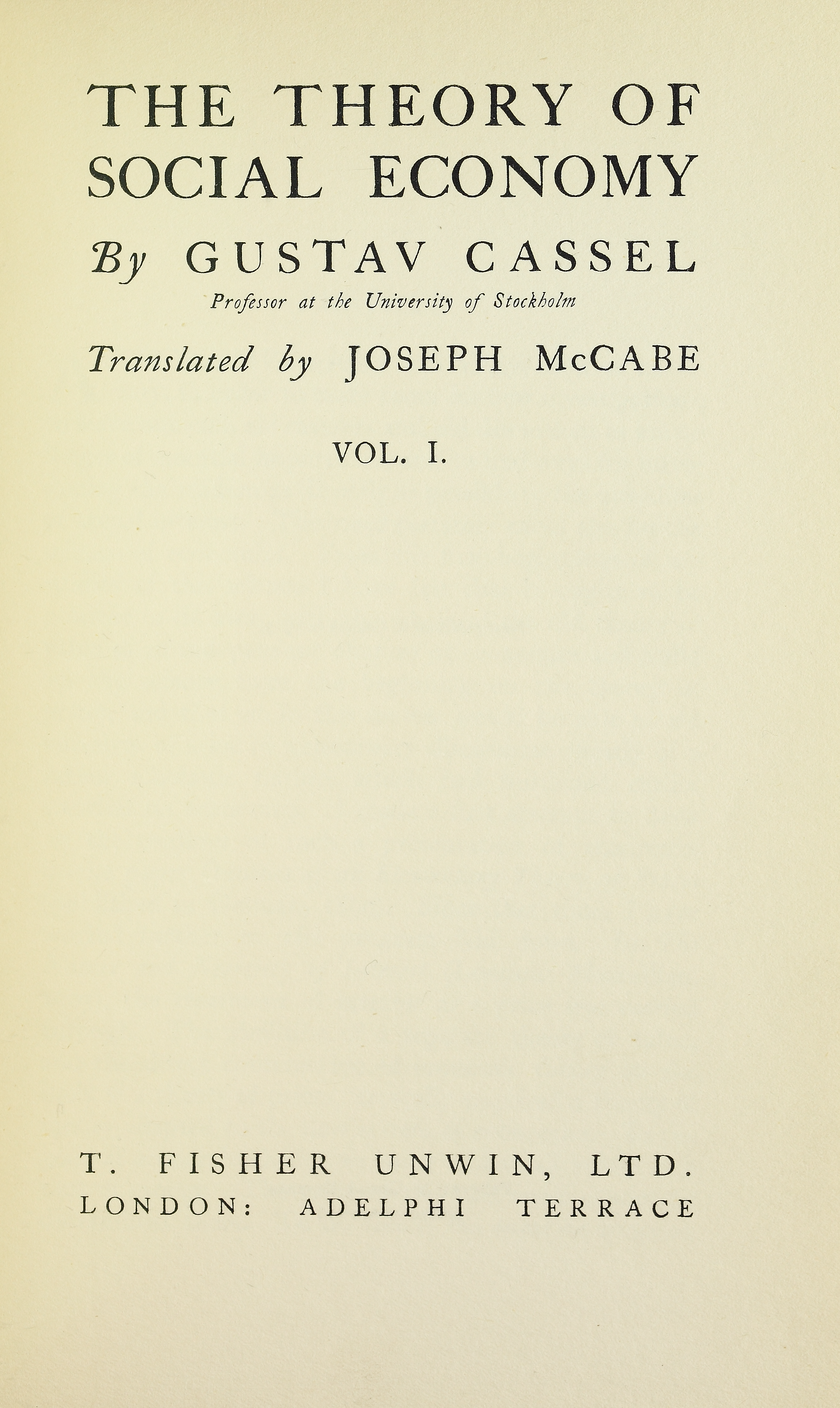
Theoretische Sozialökonomie, 1923

- (EN) Theoretische Sozialökonomie, vol. 1, London, Fisher, 1923.
- (EN) Theoretische Sozialökonomie, vol. 2, London, Fisher, 1923.